# Ostomachion

Ostomachion (reconstruido por Heinrich Suter (1848-1922)); esta versión requiere un estiramiento lateral por un factor de dos para que coincida con el palimpsesto de Arquímedes

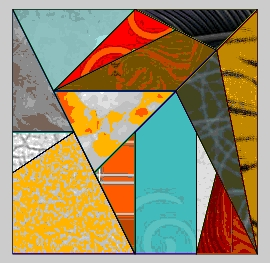
Ostomachion (después de Suter): cuadrado reformado con algunas piezas volcadas

El Ostomachion, también conocido como loculus Archimedius (caja de Arquímedes en latín), como sytomachion, y como stomachion; es un tratado matemático atribuido a Arquímedes. Este trabajo ha sobrevivido fragmentariamente en una versión en árabe y en una copia, el Palimpsesto de Arquímedes, del texto original en griego antiguo escrito en tiempos bizantinos. La palabra ostomachion tiene sus raíces en el griego Ὀστομάχιον, que significa "lucha de huesos", de ὀστέον (osteón), "hueso" y μάχη (mache), "lucha, batalla, combate". Téngase en cuenta que los manuscritos se refieren a la palabra como "stomachion", una aparente corrupción del griego original. Ausonio da el nombre correcto de "Ostomachion" (quod Graeci ostomachion vocavere, "que los griegos llamaron ostomachion"). El ostomachion que describe fue un rompecabezas similar a los tangrames y tal vez se jugara entre varias personas con piezas hechas de hueso. No se sabe qué es más antiguo, si el juego o la investigación geométrica de Arquímedes sobre la figura. Victorino, Baso, Enodio y Lucrecio dejaron anotaciones sobre el juego. 

## Juego
El juego es un rompecabezas de disección compuesto por 14 piezas que forman un cuadrado. Una forma de juego que atestiguan los textos clásicos es la creación de diferentes objetos, animales o plantas al reorganizar las piezas: un elefante, un árbol, un perro ladrando, un barco, una espada, una torre... Otra sugerencia es que sirvió para ejercitar y desarrollar habilidades memorísticas en los jóvenes. James Gow, en su Breve historia de las matemáticas griegas (1884), señala a pie de página que el propósito era volver a colocar las piezas en su caja, y esta fue también una opinión expresada por W. W. Rouse Ball en algunas ediciones intermedias de Mathematical Essays and Recreations, a partir desde 1939. 
Fan Chung, Persi Diaconis, Susan P. Holmes y Ronald Graham determinaron que la cantidad de formas diferentes de organizar las partes del ostomachion dentro de un cuadrado es de 17.152, resultado confirmado mediante un programa de ordenador por William H. Cutler. Sin embargo, este conteo ha sido objeto de disputa, porque las imágenes sobrevivientes del rompecabezas lo muestran en un rectángulo, no en un cuadrado, y es posible que no se permitieran rotaciones o reflexiones (boca abajo y boca arriba) de las piezas.

## Lecturas relacionadas
- JL Heiberg, Archimedis opera omnia, vol. 2, págs. 420 y ss., Leipzig: Teubner 1881
- Reviel Netz y William Noel, El Códice Arquímedes (Weidenfeld y Nicolson, 2007)
- J. Väterlein, Roma ludens (Heuremata - Studien zu Literatur, Sprachen und Kultur der Antike, Bd. 5), Amsterdam: Verlag BR Grüner bv 1976